# John Strejan
John Strejan est un artiste américain, illustrateur, designer et concepteur de livres animés pour enfants, né en 1933 et mort en 2003.

## Biographie
Strejan est né à Détroit dans le Michigan le 7 mars 1933 et est mort à Los Angeles en  Californie le 26 mars 2003.
John Strejan grandit à Portland dans l'Oregon, et fréquente l'Université d'État de Portland. Il y commence sa carrière en tant qu'illustrateur et designer publicitaire, avant de s'installer à Los Angeles en 1958. En plus de travailler pour des agences de publicité, il devient directeur artistique pour le magazine Teen et la chaîne de grands magasins Bullock's.
En 1965, il commence à travailler sur la conception de livres animés pour Elgin Davis chez Graphics International. Il participe ensuite à la création de plus de 50 livres, en tant qu'auteur indépendant, illustrateur et concepteur de mécanismes animés. Il crée également des modèles animés du château de Cendrillon et du Getty Centre, conçoit les affiches de Toy Story et est crédité comme concepteur sur le court métrage d'animation Pinocchio (1987).

## Renommée
John Strejan était connu de ses pairs sous les surnoms de "la Lame" (the Blade), "Lame d'Argent" (Silverblade) ou "le Maestro", pour sa maîtrise hors normes du scalpel X-Acto, l'outil de prédilection des experts du découpage papier.
Comparé aux ouvrages animés antérieurs, le travail de Strejan se distingue par une  dynamique du mouvement hors pair, mettant à profit le mécanisme de déploiement pour animer le design.

## Quelques ouvrages
- Rien Poortvliet et Wil Huygen, The Pop-Up Book of Gnomes, Harry N. Abrams, 1979, d'après l'ouvrage Les Gnomes
- Charles M. Schulz et John Strejan, Snoopy and the Twelve Days of Christmas, Determined Productions, 1984 (OCLC 12513772)

- Jonathan Miller, David Pelham et John Strejan, The Facts of Life, Viking, 1984 (OCLC 1962109140)

- Alice and Martin Provensen et John Strejan, Leonardo da Vinci, Viking, 1984

- Ron Van der Meer, Alan McGowan, Borje Svensson, John Strejan et David Rosendale, Sailing Ships, Viking, 1984, 16 p. (OCLC 11434060)
- Collection des livres animaliers animés de la National Geographic Society, 1987 à 1997, adaptée en français par Albin Michel

- Michaël Welply, Dawn Bentley et John Strejan, Choo-Choo Charlie, The Littletown Train, Kansas City, MO, Piggy Toes, 1998 (OCLC 39399495)